# Steinbach (Kanada)
Steinbach – miasto w Kanadzie, w prowincji Manitoba. W 2006 r. miasto to na powierzchni 25,57 km² zamieszkiwało 11 066 osób.